# Motorowa Odznaka Turystyczna

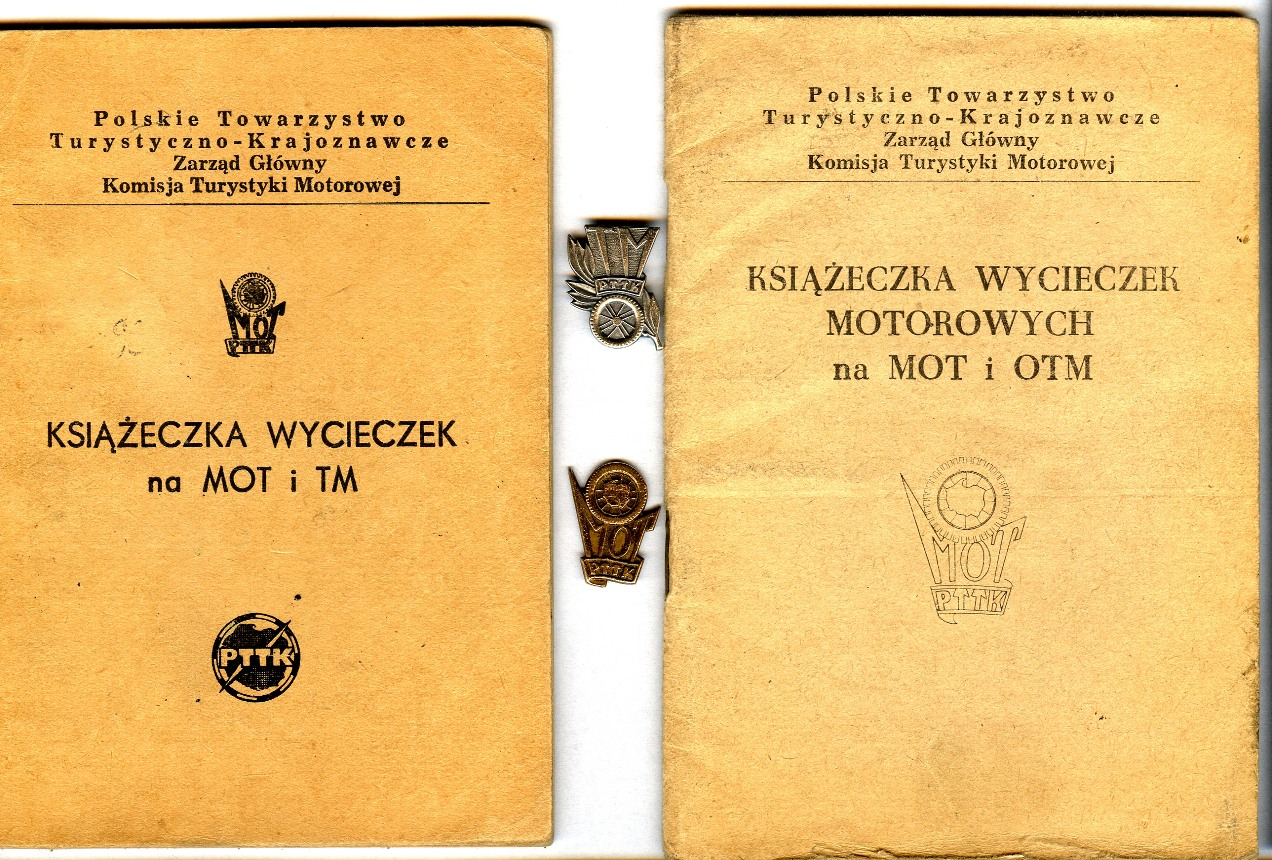
Książeczki do rejestrowania wycieczek motorowych (z lewej z roku 1959, z prawej z roku 1971); między książeczkami odznaki: Turystyki Motorowej (OTM, u góry, srebrna) dla pasażera oraz MOT (u dołu, brązowa) dla kierowcy

Motorowa Odznaka Turystyczna (MOT) i Odznaka Turysty Motorowego (OTM) – grupa odznak przyznawanych przez Polskie Towarzystwo Turystyczno-Krajoznawcze, promujących różnorodne formy turystyki. Zadaniem odznak motorowych jest popularyzacja indywidualnej i zorganizowanej turystyki motorowej jako jednej z form aktywnego wypoczynku. 

## System odznak obowiązujący do 2003
Odznaki MOT przeznaczone były pierwotnie dla turystów posiadających prawo jazdy i uprawiających turystykę motorową jako kierowcy samochodu, motocykla, skutera bądź mopedu, dodatkowym warunkiem było ukończenie 16. roku życia. Odznaki TM przeznaczone były dla turystów, uprawiających turystykę motorową jako pasażerowie pojazdów motorowych i mających ukończone 12 lat.

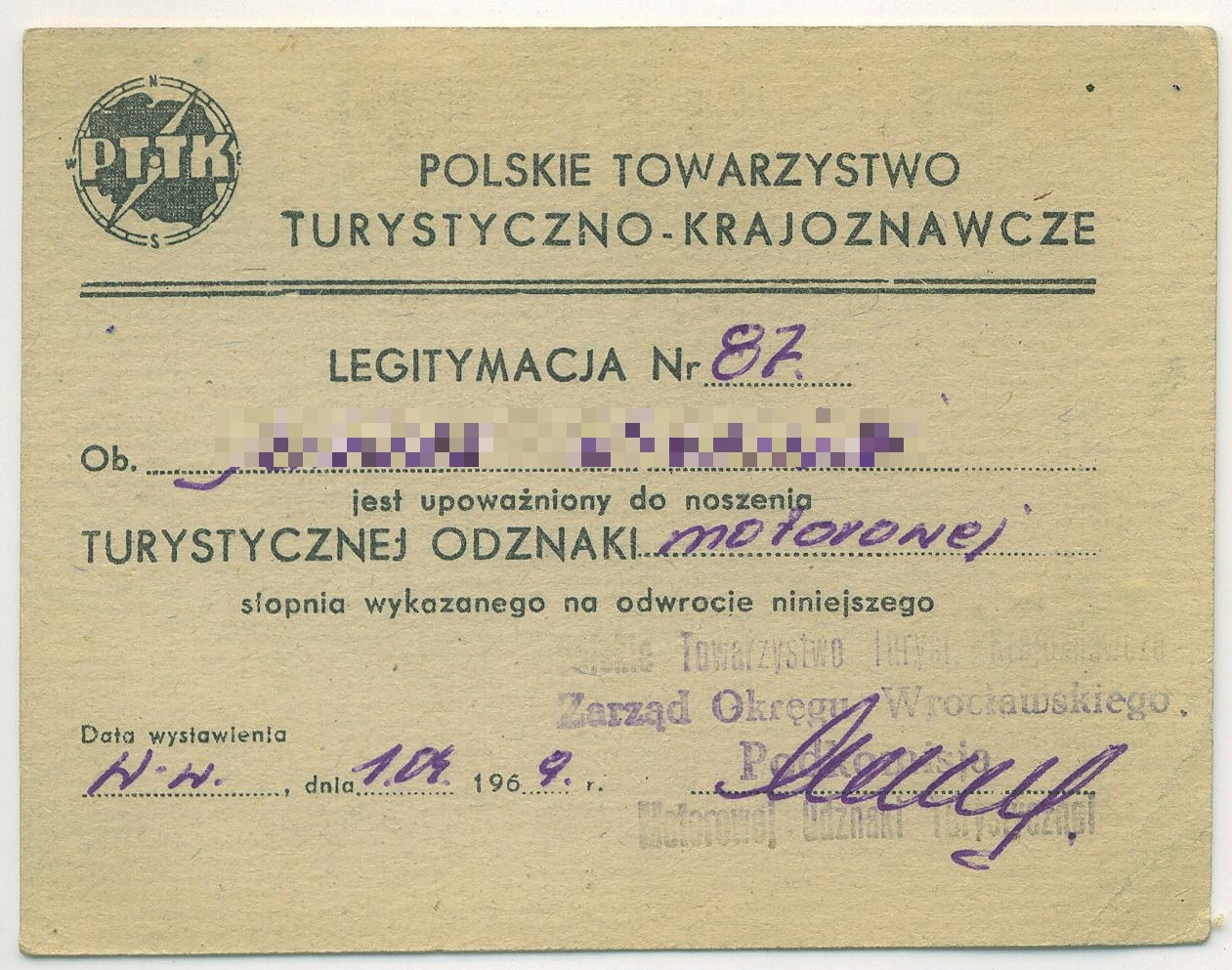
Legitymacja wydana posiadaczowi odznaki motorowej w roku 1969

Obowiązujący do roku 2003 regulamin MOT przewidywał następujące stopnie odznak: brązowa (najniższy, trzeci stopień MOT lub TM), srebrna (drugi stopień) i złota (pierwszy stopień); odznaka złota dodatkowo była podzielona na klasy III, II i I. Najwyższym stopniem w grupie odznak motorowych była odznaka Przodownika Turystyki Motorowej. Obowiązywała zasada, że do zdobycia odznaki brązowej turysta powinien odbyć wycieczkę (lub kilka wycieczek) o łącznym czasie trwania nie mniejszym niż 5 dni i nie krótszych niż 30 km każdego dnia, przebiegających codziennie po różnych trasach, przy czym, jeśli trasy się częściowo pokrywały, w kolejnych dniach łączna długość odcinków różnych powinna być nie mniejsza niż 30 km dziennie. Oprócz tego, turysta zdobyć powinien łącznie 100 punktów przyznawanych zarówno za każdy dzień wycieczki pojazdem silnikowym (po 10 punktów za dzień), ale także za dni przerwy przeznaczone na zwiedzanie (maksimum do 5 dni przerwy, po 5 punktów dziennie), jak i za udział w imprezach: komisji oddziałowej (albo wojewódzkiej albo ogólnopolskiej) lub klubu turystyki motorowej PTTK (od 10 do 30 punktów, a za udział w imprezie centralnej Komisję Turystyki Motorowej Zarządu Głównego PTTK – 50 pkt.).
Aby zdobyć odznakę stopnia srebrnego, turysta powinien był zebrać łącznie 400 punktów (według takich samych zasad, jak opisane powyżej), odbywając wycieczki o łącznym czasie trwania nie mniejszym niż 20 dni i przebiegających przez obszar nie mniej niż 10 województw (jeśli wycieczki przebiegały poza granicami Polski, to każde państwo traktowane było jak osobne województwo).
Złotą odznakę III klasy uzyskać można było po uzyskaniu 800 punktów w wycieczkach trwających nie mniej niż 40 dni w nie mniej niż 10 województwach oraz biorąc udział w imprezie motorowej (rajdzie lub zlocie) organizowanej przez KTM ZG PTTK. Po zdobyciu odznaki klasy III można było ubiegać się o odznakę klasy II, ponownie po spełnieniu wszystkich warunków jak na klasę III i dodatkowo uzyskaniu potwierdzenia zwiedzenia 15 polskich obiektów z Listy Światowego Dziedzictwa Kulturowego i Przyrodniczego UNESCO lub zabytków architektury i budownictwa o najwyższej światowej wartości artystycznej, historycznej i naukowej oraz dwóch skansenów i dwóch parków narodowych. Aby zdobyć złotą odznakę klasy I (najwyższej), oprócz ponownego spełnienia warunków na klasę III, trzeba było zwiedzić co najmniej 25 obiektów z listy UNESCO i zabytków, 4 skanseny oraz 4 parki narodowe.
Przepisy regulaminu MOT i OTM w swoim podstawowym zakresie pozostawały niezmienne od lat 50. XX wieku do zasadniczej zmiany, która nastąpiła 1 stycznia 2003; bez zmian pozostawał także wygląd odznak. Zmieniały się tylko niektóre przepisy szczegółowe. Np. według regulaminu z 1 maja 1959 przy ubieganiu się o odznakę srebrną niezbędne było odwiedzenie trzech województw, a złotą –  pięciu; od 1 stycznia 1964 warunki te zmieniono na odpowiednio: pięć i dziesięć województw. Ponadto w regulaminie z 1959 każdy dzień wycieczki, zaliczanej jako dzień podróży musiał być krótszy niż 40 km, ale nie dłuższy niż 150 km. W regulaminie z 1964 górny limit długości wycieczki zniesiono. W 1959 wymagane było również (przy zdobywaniu MOT) posiadanie prawa jazdy nie krócej niż rok na stopień brązowy, dwa lata na srebrny i cztery lata na złoty. Ten warunek (wraz z kilkoma innymi, drobniejszymi) w 1964 zniesiono. Kolejna zmiana regulaminu wprowadzona w 1971 zmieniła dolny limit długości wycieczki jednego dnia (z 40 km na 50 km) oraz zmieniła niektóre zasady dodatkowe (wyeliminowano obowiązujący wcześniej (na stopnie srebrny i złoty) wymóg „posiadania wiadomości w zakresie planowania i prowadzenia wycieczek wielodniowych, posługiwania się kompasem i mapą” itp., teoretycznie wymagający przeprowadzania swoistych egzaminów sprawdzających. Zrezygnowano też z obowiązującej wcześniej zasady, że określona część wycieczek musiała być (na stopień srebrny i złoty) dłuższa niż jednodniowa. Zmiana regulaminu z 13 marca 1984 zwiększyła liczbę województw, których odwiedzenie jest wymagane przy ubieganie się o odznakę srebrną (z 5 do 10), zmniejszyła limit dolny długości wycieczki zaliczanej na jeden dzień z 50 do 30 km oraz zwiększyła liczbę zabytków, których odwiedzenie było obowiązkowe przy ubieganiu się o złotą odznakę klas wyższych niż trzecia. Podniesiono też minimalny wiek potrzebny do starania się o MOT do lat 17.
W celu udokumentowania przebytych tras wycieczkowych turyści posługiwali się specjalnie przygotowanymi przez PTTK książeczkami, gdzie w wydrukowanych w nich tabelkach wpisywali datę, przebytą trasę i długość poszczególnych etapów, a w odpowiedniej rubryce zbierali poświadczenia pobytu w kolejnych punktach na trasie w postaci pieczęci różnych instytucji (sklepów, zakładów usługowych, firm, urzędów itp.) z widoczną nazwą miejscowości. Można było także wklejać bilety (np. do muzeum, do parku), bilety parkingowe, a także np. odciski datownika pocztowego (np. kasujące wklejony do książeczki znaczek pocztowy). Po zebraniu dostatecznej liczby poświadczeń książeczkę przedłożyć należało do weryfikacji przodownikowi turystyki motorowej działającemu na terenie oddziału PTTK właściwego dla miejsca zamieszkania lub pracy turysty ubiegającego się o odznakę. Nadwyżki punktów zaliczenia przy zdobywaniu poszczególnych stopni odznak zaliczane były w poczet następnego stopnia.

## Odznaki Motorowe od 2003

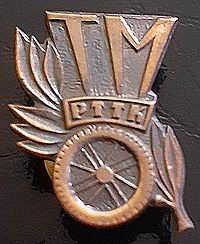
Odznaka TM w stopniu brązowym

W dniu 1 stycznia 2003 Komisja Turystyki Motorowej Zarządu Głównego PTTK wprowadziła w życie nowy regulamin, który wprowadził istotne zmiany dotyczące zarówno stopni odznak, jak i wymagań do ich przyznawania.
Odznakę dla pasażerów nazwano Młodzieżową Odznaką „Turysta Motorowy”. Ma ona tak jak poprzednio trzy stopnie (brązowy, srebrny i złoty), przy czym przeznaczona jest dla  dzieci i młodzieży w wieku od 10 do 16 lat, uczestniczących w uprawianiu turystyki motorowej z osobami dorosłymi, w wycieczkach autokarowych, itp.
Motorową Odznakę Turystyczną zdobywać mogą osoby, które ukończyły lat 16, uprawiające turystykę motorową pojazdem samochodowym, motocyklem lub motorowerem. Zlikwidowany został obowiązujący wcześniej wymóg posiadania prawa jazdy. Zmieniono też liczbę i nazwy stopni MOT (kolejno, licząc od najniższej):
1. MOT brązowa „mała"
2. MOT srebrna „mała"
3. MOT złota „mała"
4. MOT brązowa „duża” (złota mała z podkładką brązową)
5. MOT srebrna „duża” (złota mała z podkładką srebrną)
6. MOT złota „duża” (złota mała z podkładką złotą)
7. MOT złota „Za Wytrwałość” (złota mała z plakietką „Za Wytrwałość”).

Całkowitej zmianie uległy wymagania stawiane turystom ubiegającym się o odznaki motorowe. Zaprzestano rozliczania liczby dni i przebytych kilometrów, przechodząc na weryfikację zwiedzanych przez turystę obiektów, w tym tworząc system zachęcający do odwiedzania miejsc szczególnie wartościowych (muzeów etnograficznych lub skansenów, zabytków klasy europejskiej lub UNESCO, parków narodowych). Do otrzymania odznaki motorowej każdego ze stopni wymagana jest także od turysty aktywność w imprezach motorowych organizowanych przez PTTK przejawiającej się w braniu udziału w określonej – stosownej do stopnia odznaki – liczbie takich imprez.
| Wymagania przy ubieganiu się o poszczególne stopnie odznak     | TM brąz | TM srebrna | TM złota | MOT brąz mała | MOT srebrna mała | MOT złota mała | MOT brąz duża | MOT srebrna duża | MOT złota duża | MOT złota Za Wytrwałość |
| liczba odwiedzonych dowolnych obiektów                         | 5       | 10         | 20       | 10            | 20               | 25             | 30            | 40               | 50             | 60                      |
| muzeów etnograficznych lub skansenów                           | 1       | 2          | 3        | 2             | 4                | 6              | 7             | 9                | 11             | 14                      |
| zabytków klasy europejskiej lub UNESCO                         | 1       | 2          | 3        | 3             | 4                | 5              | 8             | 10               | 15             | 20                      |
| parków narodowych                                              |         |            | 1        | 1             | 1                | 1              | 3             | 4                | 4              | 6                       |
| udział imprezach motorowych turystyki kwalifikowanej, a w tym: | 1       | 2          | 5        | 2             | 3                | 5              | 2             | 5                | 8              | 10                      |
| - rangi ogólnopolskiej - rangi centralnej                      |         |            |          |               |                  |                | - 2           | - 4 - 1          | - 6 - 2        | - 8 - 2                 |

Podczas zdobywania wszystkich stopni odznaki obiekty (zarówno klasy europejskiej jak i UNESCO, muzea etnograficzne, skanseny i parki narodowe, jak i wszystkie pozostałe, określane jako „dowolne”) zaliczane są tylko jeden raz i nie mogą być powtarzane. Oznacza to na przykład, że po odwiedzeniu pięciu obiektów na stopień brązowy TM, w celu zdobycia stopnia srebrnego trzeba odwiedzić dziesięć innych. Ewentualna nadwyżka obiektów odwiedzonych przy zdobywaniu poszczególnych stopni zaliczana jest na poczet stopnia wyższego, natomiast nadwyżka liczby zaliczonych imprez turystyki kwalifikowanej nie jest zaliczana na stopień wyższy odznaki. Ograniczeniem jest także to, że liczba obiektów zaliczanych jako odwiedzone w jednej miejscowości nie może być większa od trzech, oprócz zabytków klasy europejskiej i UNESCO, muzeów etnograficznych i skansenów oraz parków narodowych wymienionych w spisie opracowanym przez PTTK.
Przy zdobywaniu poszczególnych stopni odznak TM/MOT zalicza się również zabytki UNESCO znajdujące się poza granicami Polski.
W celu udowodnienia odwiedzenia poszczególnych obiektów turyści posługują się książeczkami wycieczek, w których zapisują i zbierają poświadczenia zwiedzania poszczególnych miejsc, dbając przy tym o to, by nie budziły one żadnej wątpliwości. Książeczki z zebranymi poświadczeniami przedstawiają później Terenowemu Zespołowi Weryfikacyjnemu Komisji Turystyki Motorowej PTTK, który podejmuje decyzje w sprawie przyznania odznaki samodzielnie (przy odznakach stopni niższych), bądź po wstępnej weryfikacji przesyła propozycję w tej sprawie wyższym organom KTM PTTK.

We wprowadzonym w 2003 nowym regulaminie znalazł się (w § 13) zapis, z którego wynika, iż turyści, którzy rozpoczęli już zdobywanie odznak motorowych przed rokiem 2003 mogą dokończyć tych starań na poprzednio obowiązujących zasadach:

Po wejściu w życie nowego regulaminu, turysta osobiście decyduje na jakich zasadach będzie zdobywał rozpoczętą już odznakę TM lub MOT, lecz po zdobyciu tego stopnia, odznaki następnych, wyższych stopni muszą być zdobywane zgodnie z nowym regulaminem.

Odznaka Turysty Motorowego różni się wyglądem od Motorowej Odznaki Turystycznej (w tej pierwszej dominują litery „TM PTTK”, w tej drugiej – „MOT PTTK”), ale najważniejszym motywem graficznym w obydwu odznakach jest stylizowana opona otaczająca mapę Polski. Odznaki poszczególnych stopni (brązowa, srebrna i złota) różnią się kolorem, przy czym odznaka złota drugiej klasy (sprzed 2003 r.) otoczona była dodatkowo podkładką – srebrnym wieńcem laurowym, a klasy pierwszej – złotym wieńcem laurowym. Analogiczny system odróżniania odznak utrzymano w systemie obowiązującym od roku 2003.

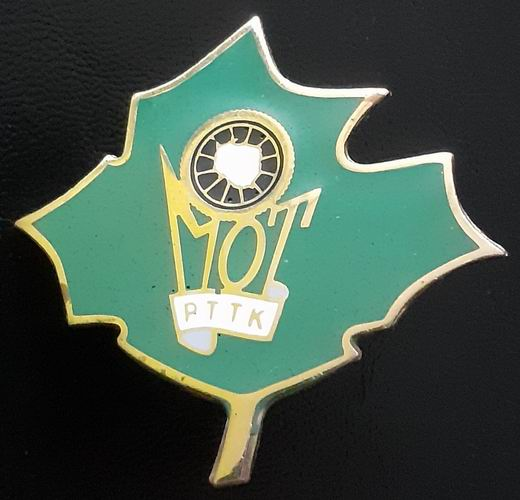
MOT PTTK w stopniu popularnym

W 2016 znowelizowano regulamin odznak motorowych, w którym zmieniono warunki zdobywania odznak – usunięto m.in. wymóg uczestniczenia w imprezach motorowych dla zdobywających odznaki TM; a także wprowadzono stopień popularny MOT, który zdobywa się jako pierwszy – przed stopniem małym brązowym.